# Rhachoepalpus tucumanus
Rhachoepalpus tucumanus là một loài ruồi trong họ Tachinidae.